# Wladimir Nikolajewitsch Megre

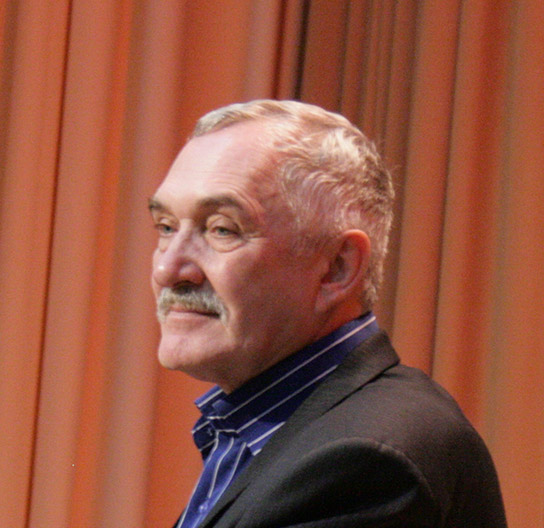
Megre in Belgorod (2013)

Wladimir Nikolajewitsch Megre (russisch Влади́мир Никола́евич Мегре́; geb. Wladimir Nikolajewitsch Pusakow; russisch: Пузако́в; * 23. Juli 1950 in Tschernihiw, Sowjetunion) ist ein russischer Unternehmer und Schriftsteller, der vor allem als Autor der Anastasia-Buchreihe und für die damit einhergehende rechtsesoterische Anastasia-Bewegung bekannt ist.

## Biografie
Megre sei nach eigenen Angaben in der Ukraine in der Oblast Tschernihiw geboren und sei im Dorf Kusnytschi aufgewachsen. Als Teenager in den 1960er Jahren soll Megre gelegentlich einen Mönch  besucht haben.
Megre verließ im Alter von 16 Jahren sein Zuhause und zog nach Nowosibirsk, wo er als Fotograf, Kameramann und Filmregisseur in mehreren Genossenschaften arbeitete. Er heiratete und bekam eine Tochter, Polina. Wie viele andere „neue Russen“ nutzte er die Perestroika und den anschließenden Zusammenbruch der Sowjetunion, um seine unternehmerische Karriere zu starten. In den späten 1980er Jahren wurde er Präsident der Interregionalen Vereinigung sibirischer Unternehmer.

## Anastasia-Bewegung
Megres Berichte über seine Fahrten auf dem Fluss Ob bilden die zentrale Erzählung seiner Anastasia-Buchreihe Die klingenden Zedern Russlands (russisch: Звенящие Кедры России tr. Zvenyashchiye Kedry Rossii), die zwischen 1996 und 2010 geschrieben wurde. Der erste Band, Anastasia, wurde auf Kredit bei der Moskauer Druckerei Nummer elf gedruckt, und die ersten Exemplare wurden vom Autor selbst in der Moskauer Metro verkauft.
In den Werken Megres finden sich Ideen und Ansichten zu sämtlichen Bereichen der Lebensführung. Der Mensch im Verhältnis zur Natur, zu Gott und dem Universum wird thematisiert, ebenso wie ein Schöpfungsmythos und Anleitungen zum Geschlechterverhältnis und zur Kindererziehung. Es wird das urbane, hoch technisierte Leben dem Ideal eines naturnahen, angeblich spirituell hochstehenden Daseins gegenübergestellt. Die damit einhergehende Kritik an der modernen Welt transportiert immer wieder antisemitische und kulturell rassistische Vorstellungen und basiert teils auf verschwörungstheoretischen und antidemokratischen Ansätzen.
Als Unternehmer gründete er sein eigenes Unternehmen, um Folgebände herauszugeben, und eine selbstorganisierte Lesergruppe ließ die Bücher weiter verbreiten. Die Bücher wurden über elf Millionen Mal verkauft, hauptsächlich in Russland, und seitdem in zwanzig Sprachen übersetzt.
In den 1990er Jahren begründete Megre eine neureligiöse Bewegung im rechtsesoterischen Spektrum, die ihre Ideologie nach der Anastasia-Buchreihe richtet und sich auch Klingende Zedern Russlands nennt. Die Bewegung entstand in Zentralrussland, weist inzwischen aber Vertreter auf der ganzen Welt auf.
Vor der Veröffentlichung des ersten Buches im Jahr 1996 gab es in Russland praktisch keine Familiensiedlungen. Im Jahr 2014 fand in der Stadt Wladimir eine Konferenz der Bewegung der Klingenden Zedern Russlands statt, mit Delegierten von über 150 Familiensiedlungen aus 48 der 89 Regionen Russlands. Das aktuelle Register dieser Siedlungen enthält 213 Dörfer mit einer Internetpräsenz. Während einer Präsentation auf dem Nexus-Gipfel in New York City im Jahr 2014 präsentierte Megre eine Karte mit den Standorten von 230 Siedlungen in Russland.